# X-ファイル シーズン5
『X-ファイル』のシーズン5（全20話）は1997年11月2日にFOXでの放送が始まり、1998年5月17日に放送が終了した。なお、本シーズンとシーズン6の間には、劇場版第1作となる『X-ファイル ザ・ムービー』が製作された。劇場版第1作は両シーズンの間に起きた出来事を描写している。

## スタッフ
- 製作総指揮:クリス・カーター、ジョセフ・パトリック・フィン、ケン・ホートン、フランク・スポットニッツ、ジョン・シバン
- 製作:ヴィンス・ギリガン、R・W・グッドウィン、キム・マナーズ、ロリ・ジョー・ネムハウザー、ポール・ラブウィン、ロブ・ボウマン
- 音楽:マーク・スノウ

## キャスト

### 主要キャスト
- デヴィッド・ドゥカヴニー - フォックス・モルダー特別捜査官
- ジリアン・アンダーソン - ダナ・スカリー特別捜査官
- ミッチ・ピレッジ - ウォルター・スキナーFBI副長官
- ウィリアム・B・デイヴィス - シガレット・スモーキング・マン
- ニコラス・リー - アレックス・クライチェック
- ブルース・ハーウッド - ジョン・フィッツジェラルド・バイヤース
- トム・ブレイドウッド - メルビン・フロヒキー
- ディーン・ハグランド - リチャード・ラングリー
- ローリー・ホールデン - マリタ・コバルービアス

### 主要ゲスト
- ジョン・ネヴィル - ウェル・マニキュアード・マン
- ドン・S・ウィリアムズ - ファースト・エルダー
- ジョージ・マードック - セカンド・エルダー
- ジョン・ムーア - サード・エルダー
- ブライアン・トンプソン - バウンティハンター
- クリス・オーウェンズ - ジェフリー・スペンダー
- チャールズ・シオフィ - スコット・ブレヴィンス課長
- シーラ・ラーケン - マーガレット・スカリー
- ヴェロニカ・カートライト - カサンドラ・スペンダー
- スティーヴン・ウィリアムズ - ミスターX
- ミミ・ロジャース - ダイアナ・ファウリー
- ジョン・フィン - マイケル・クリッチュガウ
- ディーン・エイルスワース - 若い頃のビル・モルダー
- ジェフ・グルカ - ギブソン・プレイズ
- リリ・テイラー - ブル・マンクマ

## シーズンの概要
スカリーのガンの原因がアブダクション（シーズン2の「昇天」3部作を参照のこと）にあると確信したモルダーは、治療法を知るために、シンジケートと取引する決意を固めた。自らの命を狙う人々から逃れるべく、モルダーは撃ち殺した殺し屋の死体を使って自死を偽装した。病身のスカリーがFBI内部にシンジケートのスパイがいることを突き止めていた頃、モルダーは治療法を見つけるためにペンタゴンに潜入していた。そこで出会ったマイケル・クリッチュガウから、「エイリアンは政府がでっち上げたものにすぎない」と聞かされ、モルダーは自らの信条を大きく揺さぶられることとなった。
シーズン後半、エイリアンの地球入植に反対する反乱軍という組織がアブダクション被害者を抹殺し始める。異星人側の動揺に気が付いたモルダーとスカリーは、その調査中にカサンドラ・スペンダーという女性に出会った。カサンドラは自分が何回もエイリアンに誘拐されたと主張する女性であるが、エイリアンが如何に素晴らしい存在であるかを世間に周知する運動に従事している女性でもあった。カサンドラが失踪したことを受けて、モルダーはスカリーに催眠療法を受けてもらうことにした。エイリアンに誘拐された人たちが何をされたのかを正確に知るためである。その頃、シンジケートはブラックオイルのワクチンを開発することに血眼になっていた。その後、チェスの世界大会で起きた殺人事件をきっかけに、モルダーとスカリーはギブソン・プレイズという少年の存在を知ることになる。彼にはテレパシー能力があった。しかし、X-ファイルの核心に迫りつつあった2人をシンジケートが放置するはずもなかった。

## 製作

### 脚本
劇場版第1作の製作が決定したため、シーズン5は全体の流れが事前に確定された。これは『X-ファイル』にとって初めての試みであった（前の4シーズンでは製作途中で別のアイデアが採用されるということも多々あった）。当初の予定では、シーズン5が『X-ファイル』のファイナル・シーズンになるはずだった。このシーズンを最後に、『X-ファイル』はテレビドラマシリーズではなく、映画シリーズとして展開される予定だった。ドゥカヴニーは「『シーズン5まではテレビドラマでやろう。その先は映画で作っていこう』という話だったのだけどね」と述べている。しかし、『X-ファイル』の好調ぶりを見たFOXはシーズン6とシーズン7の製作をカーターに依頼した。それを了承したカーターは、シーズン5を劇場版第1作とシーズン6第1話「ビギニング」につながるような形で製作することにした。

### 撮影
劇場版第1作の撮影のために、ドゥカヴニーとアンダーソンがシーズン5の撮影現場に来れないという事態が多々生じた。例えば、第3話の「アンユージュアルサスペクツ」と第15話「旅人」は過去の出来事を描いたエピソードであるため、2人の出演時間はかなり短いものとなっている。実際、「アンユージュアルサスペクツ」は主役2人が映画撮影のためにロサンゼルスにおり、バンクーバーに来れない状況を乗り切るために製作されたエピソードであった。思案の末、第3話をローン・ガンメンの過去を描いた回にすると決めた製作サイドは、ヴィンス・ギリガンに脚本の執筆を任せた。なお、第6話「クリスマス・キャロル」と第10話「ドール」において、ドゥカヴニーの出演時間が短いのも、映画版の撮影があったためである。
第5話「プロメテウス」はクリス・カーターが脚本と監督を務めたエピソードで、全体が白黒で撮影された。これはジェームズ・ホエールの『フランケンシュタイン』へのオマージュである。グレースケールでの撮影となったために、撮影監督のジョエル・ランザムは光源の調整に通常以上の時間を費やした。『フランケンシュタイン』シリーズの雰囲気を醸し出すために、劇中の天候は暴風雨となっていたが、これはCGによるものである。また、カーターは広角レンズを入れたカメラを使用し、俳優たちにカメラに向かって演技するように命じた。こうした演出によって、今までのエピソードよりも超現実感を表現することができたとカーターは回想している。
シーズン5最終話「ジ・エンド」以降、『X-ファイル』はバンクーバーではなく、ロサンゼルスで製作されることとなった。これは「家族との時間を大事にしたい」というドゥカヴニーの要望を受けてのことであった。チェス大会のシーンでは、地元のファンたちがエキストラに起用されたが、これはバンクーバーへの感謝の思いを込めてのことであった。ロケ地として使用されたのはロジャーズ・アリーナ（バンクーバー・カナックスの本拠地として知られている）であった。スタッフたちはエキストラに志願する人を5000人前後と見積もっていたが、実際には1万2000人以上の志願者が出た。「ジ・エンド」で監督を務めたR・W・グッドウィンはエキストラに指示を出す際に、アリーナのビデオスクリーンを使用した。撮影の合間の休憩時間には、スクリーン上に特別映像が映し出されたのだという。また、ドゥカヴニーとアンダーソンに質問できる時間や小道具の競売の時間がとられた。バンクーバーで5年間ともに仕事をしたスタッフたちとの別れを惜しんだクリス・カーターは、第2チームの監督として「ジ・エンド」の製作に参加した。

## 評価

### 視聴率
シーズン5第1話「帰還 Part.1」は1997年11月2日にFOXで初放映され、視聴率にして16.1%、2734万人の視聴者を得た。この数字はシーズン4第1話「支配者」が記録した2111万人の視聴者数を大きく上回るものであった。また、「帰還」はシーズン5のエピソードの中で最も多くの視聴者数を稼いだエピソードとなった。シーズン後半になると視聴者数が減少し始めたが、それでもなお、1エピソード当たりの平均視聴者数は2000万人弱となった。シーズン最低の視聴者数を記録したのは第17話「万霊節」（1344万人）であった。シーズン最終話「ジ・エンド」は1876万人の視聴者数を獲得したが、この数字はシーズン4最終話「ゲッセマネ」が記録した数字（1985万人）を下回るものであった。
1997年度の全米視聴者数ランキングで、シーズン5（平均視聴者数1980万人）は第11位となった。シーズン5は『X-ファイル』のシーズンの中で最も視聴者数が多かったシーズンであるとともに、1997年度に放送されたFOXのテレビ番組の中で最も視聴者数の多かった番組でもある。

### 批評家からの評価
『エンターテインメント・ウィークリー』は本シーズンにA-評価を下し、「シーズン5は『X-ファイル』が創造性の頂点に達したことを示すエピソードである（その頂点がいつまで続いたかに関しては見解が割れるだろう）。驚異に満ちていた。」「単発のエピソードの多くが古典的名作のような雰囲気を醸していた。」と絶賛している。『ニュー・ストレーツ・タイムズ』のフランシス・ダスは「シーズン5はとても面白かった。」「いくつかのエピソードは刺激的で、思わず笑いが出てしまうような作品であった。」と述べている。こうした絶賛評の一方、『シネファンタスティック』のポーラ・ヴィタリスは本シーズンを「駄作が混じっているシーズンだった」と述べている。
シーズン5全体の出来は絶賛されたが、個々のエピソードの出来栄えにはムラがあった。「プロメテウス」は「『X-ファイル』のハイライトとなるエピソードだった」「古典的な雰囲気が漂う傑作」「単発エピソードとしては、シリーズ最高の出来であろう」と絶賛された。また、ホラー要素とコメディ要素がミックスされた「吸血」も絶賛されている。一方、酷評されたエピソードも本シーズンには存在する。『A.V.クラブ』のトッド・ヴァンデルワーフは「分裂」に関して「『X-ファイル』のエピソードの中でも最悪の出来だろう」と述べている。また、スティーヴン・キングが脚本を手掛けた「ドール」はストーリーの出来が悪いと酷評された。

### 受賞
本エピソードはプライムタイム・エミー賞において、16のノミネーションを獲得した。俳優陣ではデヴィッド・ドゥカヴニー（主演男優賞）、ジリアン・アンダーソン（主演女優賞）、リリ・テイラー（ゲスト女優賞）、ヴェロニカ・カートライト（ゲスト女優賞）の4名がノミネートされた。また、クリス・カーターは脚本賞と監督賞にノミネートされた。しかし、受賞にまで漕ぎ着けたのは「プロメテウス」の芸術賞と「キル スウィッチ」の編集賞の2つに留まった。第55回ゴールデングローブ賞では、作品賞（ドラマ部門）、主演男優賞（ドラマ部門）、主演女優賞（ドラマ部門）の3部門にノミネートされたが、受賞は逃した。

## エピソード一覧
| No. | #  | タイトル                                       | 監督                   | 脚本                                                                                        | 放送日         | プロダクション コード | 合衆国視聴者数 （百万） |
| --- | -- | ---------------------------------------------- | ---------------------- | ------------------------------------------------------------------------------------------- | -------------- | --------------------- | ----------------------- |
| 98 | 1  | "帰還 Part.1" Redux"                           | R・W・グッドウィン     | クリス・カーター                                                                            | 1997年11月2日  | 5X02                  | 27.34                   |
| 第4シーズン最終話「ゲッセマネ」からの連続エピソード。自殺を偽装したモルダーはスカリーの癌の治療法を探るべく国防総省に侵入する。それを目撃したクリッチュガウは息子の治療薬を入手するためにモルダーを極秘の施設へと導く。国防総省からペンタゴンの巨大な倉庫にはいったモルダーはそこでスカリーの治療薬らしきものを発見する。                                                                                               |    |                                                |                        |                                                                                             |                |                       |                         |
| 99 | 2  | "帰還 Part.2" Redux II"                        | キム・マナーズ         | クリス・カーター                                                                            | 1997年11月9日  | 5X03                  | 24.84                   |
| CSマンはモルダーをシンジゲートに引き込むためにスカリーの治療法を教え、サマンサに引き合わせる。CSマンの行動に不信感をつのらせるシンジケートメンバーは部下にCSマンの暗殺を命じた。 |    |                                                |                        |                                                                                             |                |                       |                         |
| 100 | 3  | "アンユージュアルサスペクツ" Unusual Suspects" | キム・マナーズ         | ヴィンス・ギリガン                                                                          | 1997年11月16日 | 5X01                  | 21.72                   |
| ローン・ガンメン結成と彼らがモルダーと最初に出会うエピソード。 |    |                                                |                        |                                                                                             |                |                       |                         |
| 101 | 4  | "迂回" Detour"                                 | ブレット・ダウラー     | フランク・スポトニッツ                                                                      | 1997年11月23日 | 5X04                  | 22.88                   |
| フロリダ州北部の広大な森林地帯で、二人の測量士が作業中に何者かに襲われ行方不明になる。そして後日、狩猟で森に来ていた父子が同様に襲われ、父親が行方不明に。FBIの研修へ向かう道中、偶然現場の近くを通りかかったモルダーは事の顛末を聞き興味を憶える。独断でスカリーを連れて地元警察と捜査を始める中、深夜、子供が再び何者かに襲われるという事件が発生する。探索の為森に入るものの、次々にメンバーが何者かに襲われていく。 |    |                                                |                        |                                                                                             |                |                       |                         |
| 102 | 5  | "プロメテウス" The Post-Modern Prometheus"     | クリス・カーター       | クリス・カーター                                                                            | 1997年11月30日 | 5X06                  | 18.68                   |
| 全編モノクロ処理された、人造人間をめぐるエピソード。元ネタは『フランケンシュタイン』。ムタト役は、スペンダー捜査官役のクリス・オーウェンズである。作中クローズアップされるシェールの唄う曲は「Walking in Memphis」（アルバム「IT'S A MAN'S WORLD」に収録）である。ラスト付近に登場するのはソックリさん。 |    |                                                |                        |                                                                                             |                |                       |                         |
| 103 | 6  | "クリスマス・キャロル" Christmas Carol"        | ピーター・マークル     | ヴィンス・ギリガン & ジョン・シャイバン & フランク・スポトニッツ                            | 1997年12月7日  | 5X05                  | 20.91                   |
| スカリーに奇妙な電話がかかってきた。亡き姉の声で「彼女はあなたを必要としている」と告げる。発信元のシム家には幼い頃の姉そっくりな養女エミリーがいた。姉の子ではないかと疑うスカリーはその子のDNA鑑定を行う。 |    |                                                |                        |                                                                                             |                |                       |                         |
| 104 | 7  | "エミリー" Emily"                              | キム・マナーズ         | ヴィンス・ギリガン & ジョン・シャイバン & フランク・スポトニッツ                            | 1997年12月14日 | 5X07                  | 20.94                   |
| NA鑑定の結果はエミリーはスカリーの子供だと判明した。スカリーはエミリーの養父母の不審な死亡事件をはじめ、何者かにエミリーが狙われている事、不治の病に侵されていることを知り、彼女の出生には重大な機密が隠されていると確信する。 |    |                                                |                        |                                                                                             |                |                       |                         |
| 105 | 8  | "狐狩り" Kitsunegari"                          | ダニエル・サックハイム | ヴィンス・ギリガン & ティム・マイナー                                                       | 1998年1月4日   | 5X08                  | 19.75                   |
| 第66話でモルダーに逮捕された殺人鬼プッシャーが脱獄した。彼の裁判にかかわった判事が殺され日本語で「狐狩り」とメッセージが残されていた。モルダーは再びプッシャーを追う（狐とは、モルダーのファーストネーム・フォックスを指している。つまり、モルダーを殺すという予告を意味する）。 |    |                                                |                        |                                                                                             |                |                       |                         |
| 106 | 9  | "分裂" Schizogeny"                             | ラルフ・ヘメッカー     | ジェシカスコット & マイク・ウォレーガー                                                     | 1998年1月11日  | 5X09                  | 21.37                   |
| ミシガン州の果樹園で農夫が地中に引きずり込まれるという不審な死を遂げた。警察は農夫の息子ボビーに疑いの目を向けるが、モルダーは違うと推理する。がしかしボビーは学校のクラスメイトに「お前も殺すぞ」と脅してしまう。 |    |                                                |                        |                                                                                             |                |                       |                         |
| 107 | 10 | "ドール" Chinga"                               | キム・マナーズ         | スティーヴン・キング & クリス・カーター                                                     | 1998年2月8日   | 5X10                  | 21.33                   |
| ニューイングランド地方の片田舎のスーパーで突然、客全員が顔を掻き毟り、従業員がナイフを自分の顔に突き刺して自殺する。休暇中に訪れ、偶然事件に遭遇したスカリーは、地元警察と協力して捜査を開始する。地元で魔女と噂される女性とその娘の周囲で、不気味な殺人事件が次々と発生する。 |    |                                                |                        |                                                                                             |                |                       |                         |
| 108 | 11 | "キル スウィッチ" Kill Switch"                 | ロブ・ボウマン         | ウィリアム・ギブソン & トム・マドックス                                                     | 1998年2月15日  | 5X11                  | 18.04                   |
| 高名なインターネットプログラマーが銃撃戦に巻き込まれ死亡した。それは彼らが組んだプログラムの反乱だった。 |    |                                                |                        |                                                                                             |                |                       |                         |
| 109 | 12 | "吸血" Bad Blood"                              | クリフ・ボール         | ヴィンス・ギリガン                                                                          | 1998年2月22日  | 5X12                  | 19.25                   |
| 人や牛が全身の血を抜かれて死亡する事件が発生。モルダーは吸血鬼の仕業と睨み捜査を行うが、最終的に捜査ミスを問われることとなる。モルダーとスカリーは各々の視点で事件を振り返る。 |    |                                                |                        |                                                                                             |                |                       |                         |
| 110 | 13 | "ペイシェントX" Patient X"                     | キム・マナーズ         | クリス・カーター & フランク・スポトニッツ                                                   | 1998年3月1日   | 5X13                  | 20.21                   |
| かつてスカリーが異星人に誘拐されたスカイランド・マウンテンで大量の焼死体が発見された。ロシアでも同様の事件が起こっており、シンジケートも対応に苦慮していた。異星人に否定的になっていたモルダーはUFOによる誘拐経験者カサンドラに引き合わされる。しかしある夜、カサンドラやスカリーら誘拐経験者は引き寄せられるようにダムに集う。                                                                                         |    |                                                |                        |                                                                                             |                |                       |                         |
| 111 | 14 | "赤と黒" The Red and the Black"                | クリス・カーター       | クリス・カーター & フランク・スポトニッツ                                                   | 1998年3月8日   | 5X14                  | 19.98                   |
| オープニングのスローガンは「Resist or Serve（抵抗か服従か）」。赤は劇中に登場する便箋、黒はブラック・オイルをそれぞれ意味する。 |    |                                                |                        |                                                                                             |                |                       |                         |
| 112 | 15 | "旅人" Travelers"                              | ウィリアム・グラハム   | ジョン・シャイバン & フランク・スポトニッツ                                                 | 1998年3月29日  | 5X15                  | 15.06                   |
| X-ファイル課創設前の1990年、モルダーは元捜査官のデールズに話を聞きに行く。モルダーの名を叫び死んだ男のことと、彼のそばにあった内臓を抜かれた死体に興味を持ったからだ。デールズは赤狩りの時代に行われていた政府の異種移植実験と、国務省時代のモルダーの父について話す。モルダーがX-ファイルの存在を知るエピソード。 |    |                                                |                        |                                                                                             |                |                       |                         |
| 113 | 16 | "マインド・アイ" Mind’s Eye"                   | キム・マナーズ         | ティム・マイナー                                                                            | 1998年4月19日  | 5X16                  | 16.53                   |
| 麻薬密売人の殺害現場にいた盲目の女性が逮捕された。盲目ゆえに犯行の立証は難しいと思われたが、彼女は犯人しか知らない情報を供述し、起訴された。だがモルダーは納得せず、捜査を続行する。 |    |                                                |                        |                                                                                             |                |                       |                         |
| 114 | 17 | "万霊節" All Souls"                            | アレン・コールター     | 原案: ビリー・ブラウン & ダン・エンジェル 脚本: フランク・スポトニッツ & ジョン・シャイバン | 1998年4月26日  | 5X17                  | 13.44                   |
| 智天使の4人の娘の魂を悪魔が狙う。 |    |                                                |                        |                                                                                             |                |                       |                         |
| 115 | 18 | "アンダーカバー" The Pine Bluff Variant"       | ロブ・ボウマン         | ジョン・シバン                                                                              | 1998年5月3日   | 5X18                  | 18.24                   |
| テロリストグループが危険な生物兵器を手に入れた。テロ集団に潜入捜査するモルダーに危機が迫る。 |    |                                                |                        |                                                                                             |                |                       |                         |
| 116 | 19 | "幻妖" Folie a Deux"                           | キム・マナーズ         | ヴィンス・ギリガン                                                                          | 1998年5月10日  | 5X19                  | 17.63                   |
| 平凡な営業マンが社員を人質に会社に立てこもった。彼は社長が化け物で社員をゾンビに変えていると言う。彼は突入した特殊部隊に射殺され、事件も精神異常者の幻覚ということで落着すると思われたが、実はモルダーにも彼の言う化け物が見えていた。 |    |                                                |                        |                                                                                             |                |                       |                         |
| 117 | 20 | "ジ・エンド" The End"                          | R・W・グッドウィン     | クリス・カーター                                                                            | 1998年5月17日  | 5X20                  | 18.76                   |
| オープニングのスローガンは「The End」。スナイパー役をマーティン・フェレロが演じている。 |    |                                                |                        |                                                                                             |                |                       |                         |